# Edward Grange
Edward Rochfort Grange (né le 11 janvier 1892 à Lansing au Michigan et mort le 13 juillet 1988 à Toronto en Ontario) est un as de l'aviation de la Première Guerre mondiale crédité pour avoir abattu cinq ennemis aux commandes d'un Sopwith Pup du Royal Naval Air Service (RNAS). Il est reconnu comme étant le premier as de l'aviation canadien. En effet, bien qu'il soit né aux États-Unis de parents britanniques, il a grandi à Toronto au Canada. Durant la Seconde Guerre mondiale, il fut un inspecteur et auditeur civil pour l'Aviation royale canadienne.

## Annexe